# Ożaglowanie
Ożaglowanie – wszystkie żagle na statku żaglowym.

## Ożaglowanie rejowe
|  | Ożaglowanie rejowe – prostokątny lub trapezowy żagiel rozpięty poniżej poziomej belki zwanej reją, reja zamocowana jest do masztu poprzecznie do osi podłużnej żaglowca, żagle rejowe mogą być obracane wokół masztu w niewielkim zakresie (do kilkudziesięciu stopni) tym samym żaglowiec z ożaglowaniem rejowym nie może pływać ostro pod wiatr. |

W ożaglowaniu rejowym stosuje się zazwyczaj wysokie maszty z kilkoma piętrami rej. Odmianą ożaglowania rejowego jest ożaglowanie parawanowe, w którym na maszcie znajduje się pojedynczy czworoboczny, wydłużony w pionie żagiel. Ten typ ożaglowania zastosowano na RV Oceania.

## Ożaglowanie skośne
|  | Ożaglowanie bermudzkie (Marconi) – trójkątny żagiel rozpięty między masztem i bomem, obecnie najbardziej rozpowszechniony rodzaj ożaglowania, umożliwia żeglowanie zarówno z wiatrem jak i bardzo ostro na wiatr. |
|  | Ożaglowanie gaflowe – czworokątny żagiel rozpięty z boku masztu pomiędzy poziomym bomem na dole i ukośnym gaflem (lub rożcem) na górze, gafel opiera się o maszt gardą.                                           |
|  | Ożaglowanie gaflowe z topslem - odmianą żagla gaflowego jest żagiel gaflowy z topslem. |
|  | Ożaglowanie łacińskie – trójkątny żagiel rozpięty poniżej długiej ukośnej rejki, rejka zamocowana jest jednym końcem w okolicy dziobu.                                                                            |
|  | Ożaglowanie arabskie - zbliżone do łacińskiego, rejka nie schodzi tak nisko przy dziobie łodzi. |
|  | Ożaglowanie rozprzowe - czworokątny żagiel zamocowany z boku masztu i rozpięty dzięki rozprzy, która biegnie od masztu (na dole) po przekątnej żagla do jego narożnika (na górze).                                |
|  | Ożaglowanie lugrowe - czworokątny żagiel rozpięty pomiędzy rejką na górze a bomem na dole, rejka zamocowana jest do masztu ukośnie i niesymetrycznie, żagiel lugrowy może również nie mieć bomu.                  |
|  | Ożaglowanie lugrowe chińskie - odmianą żagla lugrowego jest żagiel lugrowy chiński (zobacz też: dżonka). |
|  | Ożaglowanie guari (huari) – podobne do gaflowego, ale gafel (gunter lik) jest umieszczony prawie pionowo i powyżej masztu, tak że nie ma miejsca na topsel.                                                       |

## Kleszcze kraba
|  | Ożaglowanie polinezyjskie - żagiel rozpięty pomiędzy dwoma łukowatymi drzewcami złączonymi jednym końcem (wyglądem przypominają kleszcze kraba) i zamocowanymi do stosunkowo niskiego masztu, wspólny koniec drzewc zamocowany jest w okolicy dziobu. |
|  | Ożaglowanie nowogwinejskie - kształt żagla taki jak żagla polinezyjskiego z tą różnicą, że kleszcze wspólnym końcem zamocowane są w pobliżu podstawy masztu.                                                                                          |
|  | Ożaglowanie hawajskie - kleszcze ukształtowane są z jednego łukowatego drzewca i masztu. |

## Inne
|  | Ożaglowanie melanezyjskie - prostokątny żagiel rozpięty pomiędzy dwoma drzewcami przebiegającymi skośnie od środka łodzi na zewnątrz w kierunku rogów żagla. |
|  | Ożaglowanie nowozelandzkie – trójkątny żagiel rozpięty pomiędzy drzewcami jak w żaglu melanezyjskim.                                                         |

## Nietypowe
Skrzydło - zamocowane (pionowo lub prawie pionowo) na pokładzie łodzi skrzydło lub inne urządzenie o profilu lotniczym.
Rotor Flettnera - pionowo ustawiony walec napędzany silnikiem wykorzystujący efekt Magnusa.